# آر شاه‌تخته
آر شاه‌تخته یک ستاره است که در صورت فلکی شاه‌تخته قرار دارد.